# Il ridicolo
Il ridicolo è un film muto italiano del 1916 diretto da Edoardo Bencivenga, ispirato all'omonima commedia di Paolo Ferrari del 1872.